# Кожонек (Опольське воєводство)
Кожонек (пол. Korzonek, нім. Korzonek, 1936-45: Teichen) — село в Польщі, у гміні Берава Кендзежинсько-Козельського повіту Опольського воєводства.